# Condado de Hardin (Texas)
O condado de Hardin é um dos 254 condados do estado norte-americano do Texas. A sede do condado é Kountze, e sua maior cidade é Kountze.
O condado possui uma área de 2 324 km² (dos quais 8 km² estão cobertos por água), uma população de 48 073 habitantes, e uma densidade populacional de 21 hab/km² (segundo o censo nacional de 2000).
O condado foi criado em 1858.